# منتخب اليونان للكرة اللينة للسيدات
منتخب اليونان للكرة اللينة للسيدات هو ممثل اليونان الرسمي في المنافسات الدولية في الكرة اللينة للسيدات .